# Tristan Honsinger

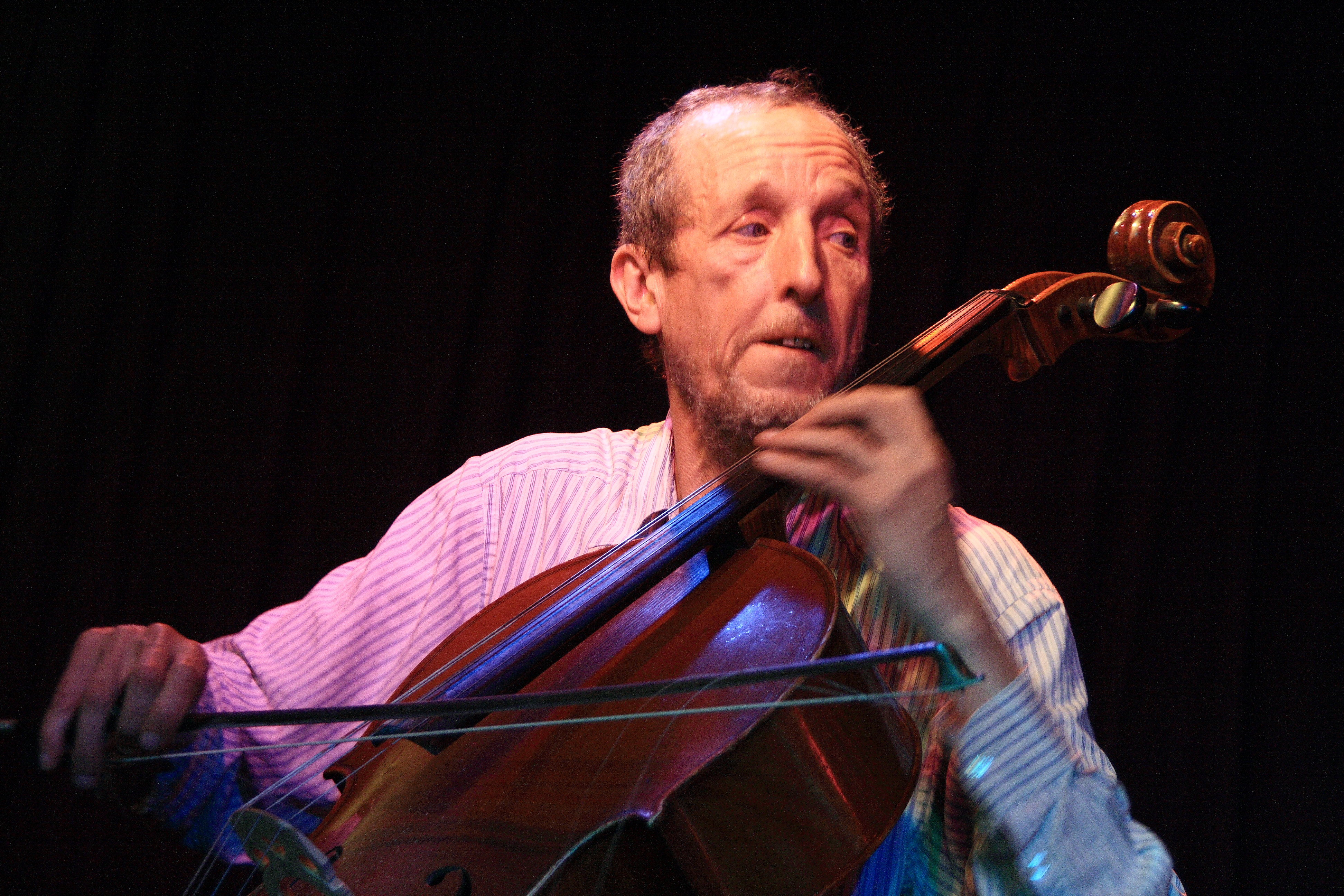
Tristan Honsinger in 2011

Tristan Honsinger (Burlington (Vermont), 23 oktober 1949 – Triëst, 5 augustus 2023) was een Amerikaanse cellist en componist in de freejazz.
Honsinger speelde sinds zijn negende cello. Hij studeerde kort aan het New England Conservatory en vanaf 1968 aan het conservatorium van Baltimore, maar was niet gelukkig in de klassieke muziek. In 1969 verhuisde hij naar Montreal, waar hij ging improviseren. In 1974 vestigde hij zich in Amsterdam en kort daarop in Parijs. Terug in Nederland speelde hij in de Instant Composers Pool (ICP) van Misha Mengelberg en Han Bennink. Ook werkte hij met Derek Bailey.
Eind jaren zeventig vertrok hij naar Italië, waar hij werkte met een theatergroep en waar hij een eigen band oprichtte, This, That, and the Other, met daarin onder meer Toshinoro Kondo, Michael Vatcher en Sean Bergin. De groep bestond maar kort, maar kende later verschillende wederopstandingen. Ook werkte hij in Italië met bijvoorbeeld Giancarlo Schaffini en Gianluigi Trovesi. Eind jaren tachtig ging hij samenwerken met Cecil Taylor. In de jaren erna speelde hij in allerlei groepen van de pianist. In de jaren negentig speelde hij met een strijkkwartet en werkte hij met de Nederlandse groep The Ex. In de jaren nul van de eenentwintigste eeuw speelde hij onder meer met Tobias Delius, Sean Bergin, Ig Henneman en ICP.
Honsinger overleed op 5 augustus 2023.

## Discografie
- Double Indemnity (met Steve Beresford), Y Records, 1979
- Imitation of Life', Y Records, 1981
- This, That, and the Other, 1996
- Map of Moods, Free Music Production, 1996 ('albumpick' Allmusic)
- A Camel's Kiss, ICP, 1999
- Stretto (met Olaf Rupp), FMP, 2011